# Aeródromo de Alcazarén

i8
i11
i13
Der Aeródromo de Alcazarén ist ein Flugplatz in der spanischen Gemeinde Alcazarén in der Provinz Valladolid in der Autonomen Region Kastilien-León.

## Geschichte
Der 1987 eröffnete Flugplatz wurde zuerst als Sonderlandeplatz vom Club Deportivo de Vuelo Alcazarén für Ultraleichtflugzeuge betrieben und im Jahre 2000 um einen betonierten Hubschrauberlandeplatz erweitert. Daneben erhielt er auch eine asphaltierte Start- und Landebahn.
Seit dem Jahr 2000 ist das Hubschrauberunternehmen Grupo CoyotAir S.A. am Platz angesiedelt. CoyotAir befasst sich mit Personenbeförderung, Waldbrandbekämpfung, Rettungsflüge, Lastentransport sowie Film- und Fotoflüge.

## Nutzung
Der neu erbaute Hangar mit rund 1000 m² Grundfläche und 800 m² betoniertem Vorfeld dient der Wartung und Unterbringung der elf Eurocopter AS 350 Hubschrauber, die seit dem Jahre 2000 im Auftrag der Junta de Castilla y León zum Brand- und Katastrophenschutz (Helicópteros del 112) von CoyotAir S.A. betrieben werden.